# Казимјеж Функ
Казимјеж Функ (пољ. Kazimierz Funk /kaˈʑimiɛʐ ˈfuŋk/; Варшава, 23. фебруар 1884 — Њујорк, 20. новембар 1967) је био пољски биохемичар јеврејског порекла. Студирао је у Берлину и Швајцарској, где је коначно докторирао органску хемију на Универзитету у Берну. После доктората радио је прво у Пастеровом институту у Паризу (1904), у сарадњи са Емилом Фишером (1906), а касније је вршио експерименте у Листеровом институту у Лондону (1910). По избијању Другог светског рата трајно се преселио у САД. Генерално се сматра да је он био међу првима који су формулисали (1912. године) концепт витамина, које је назвао „витални амини” или „витамини”.

## Открића
Након што је прочитао чланак Холанђанина Кристијана Ајкмана који је указао да су особе које су јеле смеђи пиринач мање подложне бери-берију од оних које су јеле само потпуно млевени производ. Он је открио постојање витамина Б1 у смеђем пиринчу. Посветио је свој рад проучавању и изоловању дотада непознате супстанце нађене у смеђем пиринчу. Ултиматно је успео да изолује супстанцу 1912. године, и због тога што је супстанца садржала амино групу, назвао је витамин. Она је временом постала позната као витамин Б1 или тиамин. Касније је постао познат као витамин Б3 (ниацин), иако је мислио да ће то бити тиамин (витамин Б1) и описао га као „анти-бери-бери-фактор”. Године 1911, објавио је свој први рад на енглеском о дихидроксифенилаланину. Функ је био сигуран да постоји више од једне супстанце као што је витамин Б1, и у свом чланку из 1912. за Journal of State Medicine, предложио је постојање најмање четири витамина: један који спречава бери-бери („антиберибери“); један који спречава скорбут („антискорбутик“); један који спречава пелагру („антипелагрик”); и један за превенцију рахитис („антирахитичан“). Након тога, Функ је 1912. објавио књигу са насловом „Витамини”, а касније те године добио је Бејтову стипендију за наставак истраживања.
Витамин Б1 се углавном налази у житарицама и млеку. Функ је изнео претпоставку да се болести могу лечити витаминима, као што су рахитис, пелагра, целијакија, а скорбут се такође може излечити витаминима. Од 1915. године почео је да ради за неколико америчких фармацеутских фирми са фокусом се на витаминске производе. Године 1923. у Варшави, Функ је спровео истраживање о хормонима, а 1928. године у Паризу усмерио је своју пажњу на полне хормоне. Године 1936. утврдио је молекуларну структуру тиамина и први је изоловао никотинску киселину (витамин Б3). Функ је такође вршио истраживања о дијабетесу, чиру и биохемији рака.
Функ је био рани истраживач проблема пелагре. Он је сугерисао да је промена у начину млевења кукуруза одговорна за појаву пелагре, али у то време његов чланак није привукао много пажње. Он је претпоставио постојање других есенцијалних хранљивих материја, које су постале познате као витамини Б1, Б2, Ц и Д. Функ је такође спровео истраживање хормона, дијабетеса, пептичких улкуса и биохемије рака. По повратку у Сједињене Државе, 1940. године постаје председник Функ фондације за медицинска истраживања. Последње године провео је проучавајући узроке неоплазми („канцера“).

## Фанкова награда
Пољски институт за уметност и науку Америке (PIASA) сваке године одаје признање пољско-америчким научницима наградом за природне науке Казимир Функ. Досадашњи добитници су били нобеловац Роалд Хофман, Александар Волшчан, Хилари Копровски, Петер Т. Волчански, Вацлав Шибалски, Збишек Даржинкевич и Беноа Манделброт.